# Campeonato Goiano de Futebol de 1975
O Campeonato Goiano de Futebol de 1975 foi a 32º edição da divisão principal do futebol goiano. Foi realizado e organizado pela Federação Goiana de Desportos e disputado por 11 clubes entre os dias 6 de abril e 17 de agosto.
O campeão foi o Goiás que conquistou seu 4º título na história da competição.[carece de fontes?] O Goiânia foi o vice-campeão. .

## Regulamento
Na primeira fase, os times jogam entre si em turno único. O primeiro colocado torna-se o campeão do 1º turno do Campeonato Goiano de 1975.
Na segunda fase, os times jogam entre si em turno único. O primeiro colocado torna-se o campeão do 2º turno do Campeonato Goiano de 1975.
Os vencedores de cada turno disputam entre si três jogos finais, exceto se houver duas vitórias de uma mesma equipe nas duas primeiras partidas, no Serra Dourada para estabelecerem o campeão goiano. Caso a mesma equipe vença os dois turnos, será declarado campeão automaticamente.

## Participantes
| Equipe       | Cidade       | Em 1974 | Participação | Títulos            |
| ------------ | ------------ | ------- | ------------ | ------------------ |
| Anapolina    | Anápolis     | -       | -            | 0 (não possui)     |
| Anápolis     | Anápolis     | 7º      | -            | 1 (em 1965)        |
| Atlético     | Goiânia      | 3º      | 32ª          | 7 (último em 1970) |
| Goiânia      | Goiânia      | 1º      | 32ª          | 14 (último em 74)  |
| Goiás        | Goiânia      | 2º      | 32ª          | 3 (último em 1972) |
| Goiatuba     | Goiatuba     | 8º      | -            | 0 (não possui)     |
| Inhumas      | Inhumas      | -       | -            | 0 (não possui)     |
| Itumbiara    | Itumbiara    | 5º      | -            | 0 (não possui)     |
| Rio Verde    | Rio Verde    | -       | -            | 0 (não possui)     |
| Santa Helena | Santa Helena | 9º      | -            | 0 (não possui)     |
| Vila Nova    | Goiânia      | 4º      | -            | 5 (último em 1973) |

## Primeira fase (1º Turno)

### Classificação
| Pos | Equipe              | PG | J  | V | E | D | GP | GS | SG  |
| --- | ------------------- | -- | -- | - | - | - | -- | -- | --- |
| 1   | Goiânia             | 17 | 10 | 8 | 1 | 1 | 24 | 10 | +14 |
| 2   | Goiás               | 16 | 10 | 6 | 4 | 0 | 19 | 5  | +14 |
| 3   | Vila Nova           | 13 | 10 | 5 | 3 | 2 | 17 | 7  | +10 |
| 4   | Atlético Goianiense | 11 | 10 | 5 | 1 | 4 | 20 | 8  | +12 |
| 5   | Itumbiara           | 11 | 10 | 3 | 5 | 2 | 9  | 13 | -4  |
| 6   | Anápolis            | 10 | 10 | 3 | 4 | 3 | 9  | 9  | 0   |
| 7   | Santa Helena        | 9  | 10 | 2 | 5 | 3 | 5  | 10 | –5  |
| 8   | Goiatuba            | 8  | 10 | 3 | 2 | 5 | 5  | 8  | –3  |
| 9   | Anapolina           | 8  | 10 | 2 | 4 | 4 | 13 | 14 | –1  |
| 10  | Inhumas             | 4  | 10 | 1 | 2 | 7 | 7  | 29 | –22 |
| 11  | Rio Verde           | 3  | 10 | 0 | 3 | 7 | 3  | 18 | –15 |

| 1º Turno de 1975 |
| Goiânia          |
| ---------------- |
| Goiânia Campeão  |

## Segunda fase (2º Turno)

### Classificação
| Pos | Equipe              | PG | J  | V | E | D | GP | GS | SG  |
| --- | ------------------- | -- | -- | - | - | - | -- | -- | --- |
| 1   | Goiás               | 18 | 10 | 8 | 2 | 0 | 19 | 2  | +17 |
| 2   | Itumbiara           | 16 | 10 | 7 | 2 | 1 | 13 | 3  | +10 |
| 3   | Atlético Goianiense | 14 | 10 | 6 | 2 | 2 | 16 | 8  | +8  |
| 4   | Goiânia             | 13 | 10 | 6 | 1 | 3 | 13 | 7  | +6  |
| 5   | Vila Nova           | 12 | 10 | 5 | 2 | 3 | 14 | 7  | +7  |
| 6   | Goiatuba            | 9  | 10 | 4 | 1 | 5 | 8  | 10 | -2  |
| 7   | Anápolis            | 9  | 10 | 3 | 3 | 4 | 6  | 8  | –2  |
| 8   | Anapolina           | 6  | 10 | 2 | 2 | 6 | 6  | 17 | –11 |
| 9   | Santa Helena        | 6  | 10 | 1 | 4 | 5 | 4  | 8  | -4  |
| 10  | Inhumas             | 6  | 10 | 1 | 4 | 5 | 3  | 12 | -9  |
| 11  | Rio Verde           | 1  | 10 | 0 | 1 | 9 | 4  | 24 | -20 |

| 2º Turno de 1975 |
| Goiânia          |
| ---------------- |
| Goiás Campeão    |

## Fase final
| Equipe 1 | Total | Equipe 2 | 1º jogo | 2º jogo | 3º jogo |
| -------- | ----- | -------- | ------- | ------- | ------- |
| Goiânia  | 0 – 4 | Goiás    | 0 – 1   | 0 – 0   | 0 – 3   |

### Final
Primeiro jogo
| 10 de agosto de 1975 | Goiânia | 0 - 1  | Goiás        | Serra Dourada, Goiânia                                               |
| 16:00                |         | Súmula | 15' Zé Maria | Público: 24,045 Renda: Cr$ 302.400,00 Árbitro: GO Benedito Gonçalves |

Segundo jogo
| 14 de agosto de 1975 | Goiás | 0 - 0  | Goiânia | Serra Dourada, Goiânia                                              |
| 21:00                |       | Súmula |         | Público: 18,016 Renda: Cr$ 226.975,00 Árbitro: GO José Mário Vinhas |

Terceiro Jogo
| 17 de agosto de 1975 | Goiás                                      | 3 - 0  | Goiânia | Serra Dourada, Goiânia                                              |
| 16:00                | Rinaldo 4' · Lincoln 25' · Luiz Frazão 71' | Súmula |         | Público: 25,635 Renda: Cr$ 318.210,00 Árbitro: GO José Mário Vinhas |

## Premiação
| Campeonato Goiano de 1975 |
| Goiânia                   |
| ------------------------- |
| Goiás Campeão (4º título) |

## Classificação geral
| Pos | Equipe              | PG | J  | V  | E | D  | GP | GS | SG  |
| --- | ------------------- | -- | -- | -- | - | -- | -- | -- | --- |
| 1   | Goiás               | 39 | 23 | 16 | 7 | 0  | 42 | 7  | +35 |
| 2   | Goiânia             | 31 | 23 | 14 | 3 | 6  | 37 | 21 | +16 |
| 3   | Itumbiara           | 27 | 20 | 10 | 7 | 3  | 22 | 16 | +6  |
| 4   | Atlético Goianiense | 25 | 20 | 11 | 3 | 6  | 36 | 16 | +20 |
| 5   | Vila Nova           | 25 | 20 | 10 | 5 | 5  | 31 | 14 | +17 |
| 6   | Goiatuba            | 17 | 20 | 7  | 3 | 10 | 13 | 18 | -5  |
| 7   | Anápolis            | 17 | 20 | 6  | 5 | 9  | 15 | 17 | -2  |
| 8   | Santa Helena        | 15 | 20 | 3  | 9 | 8  | 9  | 18 | -9  |
| 9   | Anapolina           | 14 | 20 | 4  | 6 | 10 | 19 | 31 | -12 |
| 10  | Inhumas             | 10 | 20 | 2  | 6 | 12 | 10 | 41 | -31 |
| 11  | Rio Verde           | 4  | 20 | 0  | 4 | 16 | 7  | 42 | -35 |

## Artilharia
| Pos. | Jogador       | Equipe              | Gols |
| ---- | ------------- | ------------------- | ---- |
| 1    | Lincoln       | Goiás               | 13   |
| 2    | Dade          | Atlético Goianiense | 9    |
| 2    | Jorge         | Atlético Goianiense | 9    |
| 2    | Marco Antônio | Goiânia             | 9    |
| 2    | Tino          | Anapolina           | 9    |
| 3    | Guilherme     | Goiânia             | 8    |
| 3    | Maurício      | Atlético Goianiense | 8    |
| 4    | Brandão       | Vila Nova           | 7    |
| 4    | Ricardo       | Anapolina           | 7    |